# Bible kralická
Bible kralická je český překlad bible, který z původních biblických jazyků (hebrejštiny, aramejštiny a řečtiny) v druhé polovině 16. století vytvořili překladatelé a teologové původní Jednoty bratrské. Svůj název dostala podle místa vytištění, kterým byly moravské Kralice nad Oslavou. Poslední vydání vyšlo roku 1613, v období protireformace byla na indexu zakázaných knih a mohla vycházet jen v exilu. Je to první český překlad bible z původních jazyků, nikoli zprostředkovaně z latinské Vulgáty.
Jazyk a bratrský pravopis Kralické bible byly vzorem pro češtinu až do národního obrození v 19. století. Kralický překlad má stále význam zejména v protestantském prostředí, přímo na něj navazuje překlad Bible 21 a v menší míře i Český ekumenický překlad.

## Okolnosti vzniku

### Tiskárna
Bratři kladli od počátku své činnosti velký důraz na literární činnost svých členů, a proto ocenili význam knihtisku velmi záhy. Jejich tisky vynikají vysokou typografickou úrovní. Protože Jednota bratrská byla v té době zakázaným náboženským uskupením, také jejich tiskárna působila tajně. Z důvodu utajení se ve vydaných knihách nepoužívalo označení místa tisku, ale jen krycí označení in insula hortensi pro své umístění v zahradách. Tajná bratrská tiskárna byla nejprve (od r. 1503) v Litomyšli, od roku 1518 v Mladé Boleslavi. Ve druhé polovině století (od r. 1562) pak v Ivančicích u Brna a od roku 1578 na tvrzi v Kralicích pod patronátem Jana ze Žerotína, který sídlil v blízké Náměšti. Ve dvou posledních místech působil významný bratrský tiskař Zachariáš Šolín.

### Blahoslavův překlad Nového zákona (1564, 1568)
Iniciátorem překladu byl bratrský biskup Jan Blahoslav, který jako první navázal na erasmovskou tradici a snahu přeložit Písmo z původních jazyků. Sám přeložil Nový zákon podle vydání Theodora Bezy, který byl opatřen i latinským překladem. Jan Blahoslav se řídil především Bezovým latinským textem, ale značně přihlížel i k řeckému originálu. Tento překlad Nového zákona vyšel celkem dvakrát:
1. Nový zákon (z jazyku řeckého) vnově do češtiny přeložený Léta Páně 1564 v Ivančicích
2. Nový zákon vnově do češtiny přeložený, secunda editio diligenter recognita anno 1568 (překlad latiny: „druhé vydání pečlivě přehlédnuté v roce 1568“).

Jan Blahoslav začal také používat rozsáhlé komentáře, včetně odkazů na příbuzná biblická místa, překladových variant a někdy i přímo výklad exegetický. Sám Blahoslav měl v úmyslu přeložit i Starý zákon, ale než se tohoto úkolu stačil ujmout, zastihla ho smrt.

### Překladatelé Starého zákona
Překlad Starého zákona koordinoval a vedl Blahoslavův odchovanec a biskup Ondřej Štefan. V týmu překladatelů (filologů a teologů současně) se nacházeli:
- Mikuláš Albrecht z Kaménka (hebraista)
- Lukáš Helic (pokřtěný Žid)
- Jan Eneáš (senior Jednoty bratrské)
- Izaiáš Cibulka (konsenior a správce kralického sboru)
- Jiří Strejc (konsenior)
- Jan Efraim
- Pavel Jessen
- Jan Kapito (Hlaváč)

Pro Nový zákon byl převzat podrobně zrevidovaný překlad Blahoslavův. Blahoslavův překlad Nového zákona revidoval senior Jan Němčanský, jeho druhé vydání pak Zachariáš Ariston.

## Šestidílka (1579–1593)

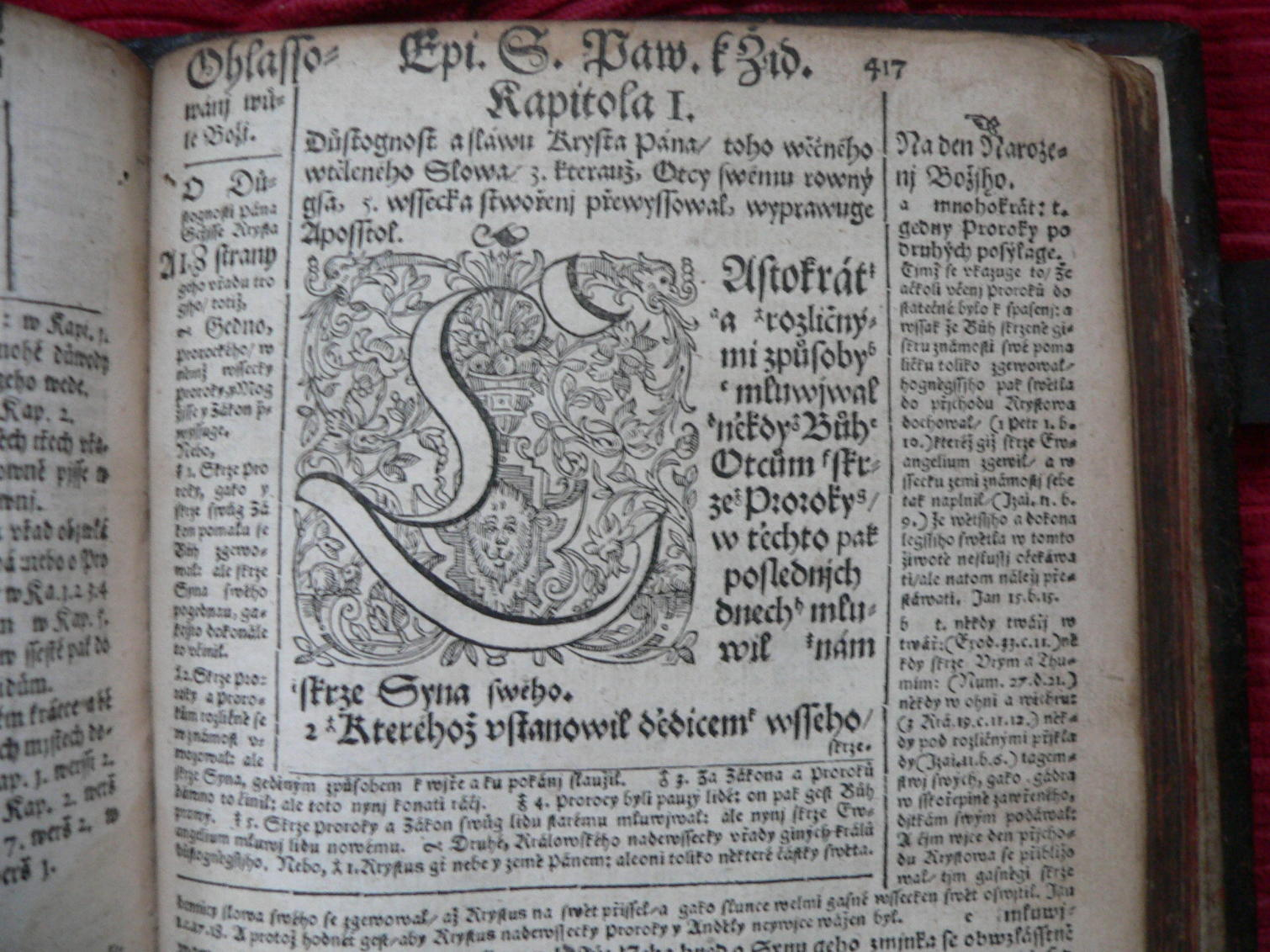
Šestý díl Šestidílky (1593/94) obsahuje Nový zákon

První vydání Kralické bible vyšlo v šesti svazcích, proto se často označuje jménem „šestidílka“. Rozdělení textu do šesti svazků bylo způsobeno tím, že se nejednalo jen o biblický text, ale i o rozsáhlé komentáře po stranách, díky kterým se text značně rozšířil. Komentáře a vsuvky byly následujícího druhu:
- Menším písmem slova dodaná z jiných překladů nebo nově, pro lepší srozumitelnost textu.
- Na horním okraji se nacházel název knihy, nadpisy byly velké, vybavené ozdobnou iniciálou.
- Po stranách textu se nacházel komentář, oddělený od samotného biblického textu tenkou linkou.
- Každá kniha byla opatřena sumářem, menší sumáře měly také všechny kapitoly.
- Odkazy na paralelní biblická místa
- Výkladový komentář obsahující různé varianty pocházející z různých překladů hebrejského, řeckého či jiného, blíže neoznačeného textu. Obsahoval také reálie, užitečné k pochopení biblického textu.

V Kralické bibli se poprvé v českém prostředí objevuje dělení kapitol na verše (podle vzoru Roberta Stephana z roku 1551).

### Obsah dílů
1. 5 knih Mojžíšových (Pentateuch, tj. Genesis, Exodus, Leviticus, Numeri, Deuteronomium); vyšel roku 1579.
2. Historické knihy: Jozue, Soudců, Rút, 4 knihy královské (tj. 1.–2. kniha Samuelova a 1.–2. kniha královská), 1.–2. Paralipomenon, 1.–2. kniha Ezdrášova (tj. Ezdráš a Nehemjáš); vyšel roku 1580.
3. Básnické knihy: Jób, Žalmy, Přísloví, Kazatel, Píseň písní; vyšel roku 1582.
4. Prorocké knihy: Izajáš, Jeremjáš, Ezechiel, Daniel, Ozeáš, Jóel, Ámos, Abdijáš, Jonáš, Micheáš, Nahum, Abakuk, Sofonjáš, Ageus, Zacharjáš, Malachjáš; vyšel roku 1587.
5. „Apokryfy“, tj. jak apokryfy, tak deuterokanonické knihy: Tobijáš, Modlitba Manassesova, Júdit, Báruch, přídavky k Danielovi, 1. a 2. kniha Ezdrášova (tj. 3. a 4. kniha Ezdrášova), přídavky k Ester, 1., 2. a 3. kniha Makabejská, kniha Moudrosti a Sírachovec; vyšlo roku 1588 (většina moderních vydání Bible kralické tyto knihy v souladu s dnešním protestantským územ vynechává)
6. Nový zákon, datovaný nejednotně do let 1593 a 1594.

## Jednodílka

### 1596
V roce 1596 vyšla Kralická bible znovu, tentokrát v jednosvazkovém vydání bez výkladového aparátu, jen s rejstříkem starozákonních citátů v Novém zákoně, s výkladem cizích jmen a s rejstříkem liturgických čtení na celý rok. Revizi měli na starosti Samuel Sušický, Adam Felin, Mikuláš Albrecht z Kaménka a Jiří Strejc. Rejstříky zhotovené dříve Janem Aquinem zrevidoval Samuel Sušický a Jan Albín. V témže roce vyšel samostatně i kapesní Nový zákon.
O výtvarnou stránku tohoto jednosvazkového vydání se postaral Václav Elam, který později vedl celou kralickou tiskárnu a bratrský sbor.

### 1613
Text v různých vydáních Kralické bible se pozvolna měnil. Bylo to proto, že se neustále měnila a zdokonalovala předloha, kterou měli překladatelé a revizoři k dispozici. Své prameny a předlohy však překladatelé většinou neuvádějí. Jen u pátého dílu (apokryfů) je udána Antverpská polyglota z roku 1572 a pro knihy Ezdrášovy řecká bible vytištěná v Basileji v roce 1545.
V roce 1613 byla jednosvazková Kralická bible vydána znovu, opět po předcházející revizi; též bez poznámkového aparátu. Byla vydána proto, že se již nedostávalo pro velký zájem knih z předchozího vydání, ale i proto, že bylo potřeba vydat bibli v poněkud větším a čitelnějším formátu, než byla předchozí jednosvazková Bible kralická.
Toto vydání je označováno jako „poslední kralické vydání“ z toho důvodu, že několik let poté (po Bílé hoře) musela Jednota bratrská ukončit svou činnost.

### Reedice vydání 1613

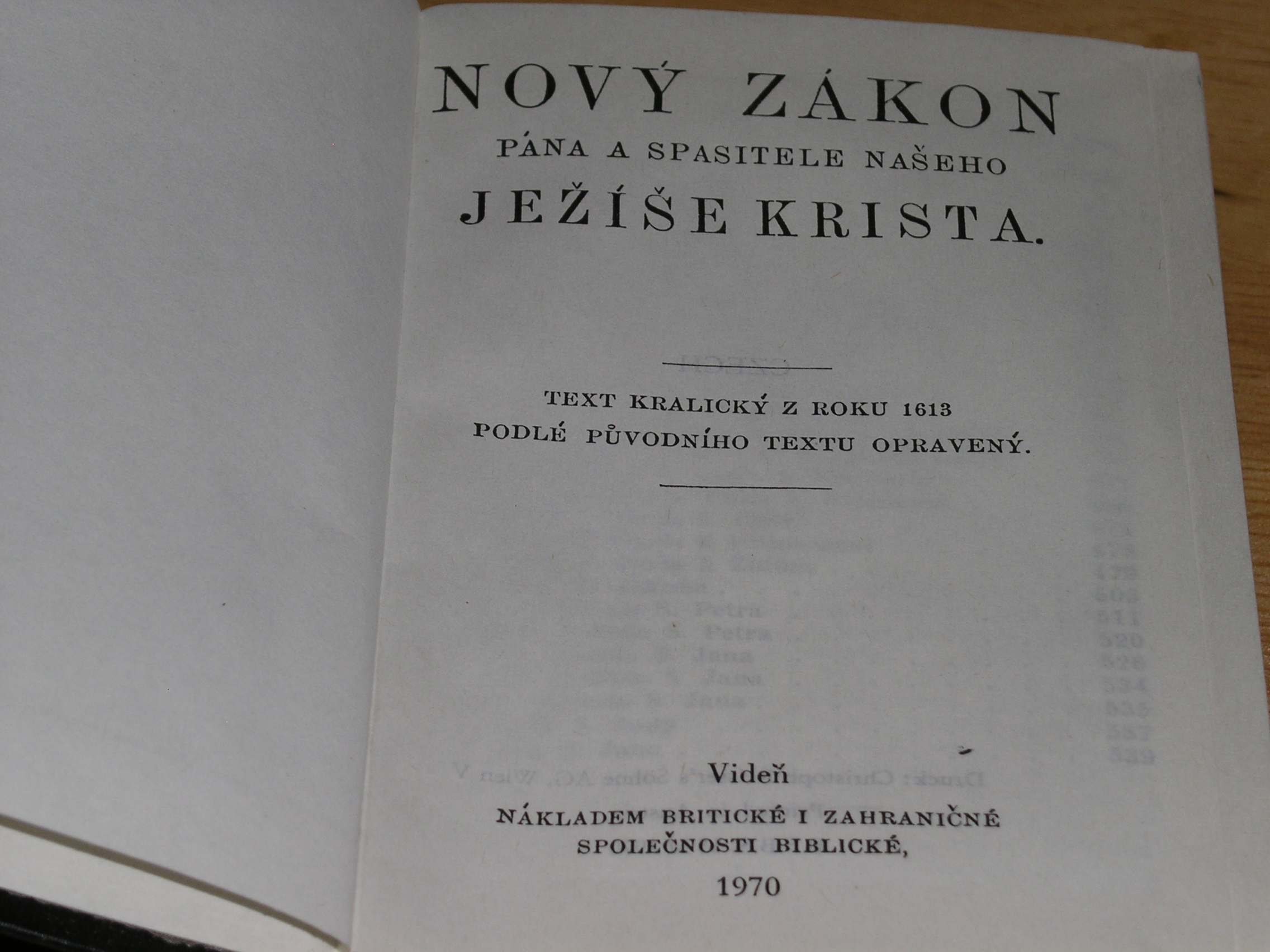
Reedice Nového zákona, vydaná roku 1970 ve Vídni

Další vydání Kralické bible se řídila třetím/posledním autentickým vydáním. Vzhledem k silné protireformaci byly tyto bible vydávány v cizině a pašovány na české území. Všechna vydání byla na katolickém indexu zakázaných knih. Legálně tu mohl tento překlad Bible znovu vyjít až po 250 letech.
- 1722 v Halle nad Sálou (za přispění pietistů);
- 1745 s mnoha tiskovými chybami;
- 1766 verze se opírá o vydání v roce 1722 a je srovnávána s první a třetí autentickou verzí;
- 1787 v exilu v Bratislavě;
- 1808 Palkovičovo bratislavské vydání, přetiskující text z roku 1766 s několika změnami;
- 1863 Biblia sacra, to jest Biblí svaté k tisícileté jubilejní slavnosti obrácení Slovanův na víru křesťanskou od Josefa Růžičky v Praze. Základem pro toto vydání byla Bible kralická z roku 1613.

Nadále byla Kralická bible vydávána v mnoha dalších novodobých reedicích, také v revidované formě. Revidované znění připravil Jan Karafiát počátkem 20. století.

## Novodobá vydání šestidílky

### Vydání z roku 1940 (obvykle svázáno dohromady v jednom svazku)
- Biblí svatá: podle původního vydání kralického z roku 1579–1593. V Kutné Hoře: Česká biblická práce, 1940. 819 s. [Obsahuje Starý zákon bez apokryfů. Přepsáno novodobým pravopisem. Bez původních poznámek.]
- Nový zákon Pána a Spasitele našeho Ježíše Krista: podle vydání kralického z roku 1593. V Kutné Hoře: Česká biblická práce, 1940. 279 s. [Přepsáno novodobým pravopisem. Bez původních poznámek.]

### Dodatečné vydání apokryfů z roku 1952
- Apokryfy: Biblí české díl pátý z r. 1588 v původním znění kralickém. 1. vyd. Praha: Rada Jednoty českobratrské, 1952. 272 s. [Kralický text novodobým pravopisem přepsal a doslovem opatřil Pavel Josef Chráska.]

### Kompletní vydání včetně původních poznámek
- Bible kralická: šestidílná: kompletní vydání s původními poznámkami. 1. vyd. Praha: Česká biblická společnost, 2014. 2813 s. ISBN 978-80-87287-78-1.

### Vydání bez poznámek
- V roce 2004 vydalo kompletní vydání Bible kralické „podle posledního vydání Kralického z roku 1613“ (tedy/ovšem bez apokryfů neboli deuterokanonických knih[4]) pod názvem Bible svatá, aneb, Všecka svatá písma Starého i Nového zákona: podle posledního vydání kralického z roku 1613 velmi levně (prodejní cena byla 99 Kč) nakladatelství Levné knihy.[5]

## Faksimile šestidílky
První, šestidílná verze Kralické bible, byla znovu vydána v roce 1995 v německém Paderbornu u firmy Schoningh.

## Ukázka
Srovnání doslovné transliterace z vydání 1613 se současným způsobem přepisu kralického textu:
| „                                                        | Na Počátku stwořil Bůh nebe a zemi. Země pak byla nesličná a pustá: a tma byla nad propastj: a Duch Božj wznássel se nad wodami. Y řekl Bůh: Buď swětlo: Y bylo swětlo. | “ |
| — Kniha Mogžjssowa prwnj / kteráž slowe GENESIS, 1,1–1,3 | |   |

| „                  | Na počátku stvořil Bůh nebe a zemi. Země pak byla nesličná a pustá, a tma byla nad propastí, a Duch Boží vznášel se nad vodami. I řekl Bůh: Buď světlo! I bylo světlo. | “ |
| — Genesis, 1,1–1,3 | |   |

| „                                          | Nebo tak Bůh milowal swět/že Syna swého gednorozeného dal/aby každý kdož wěřj v něho, nezahynul/ale měl žiwot wěčný. | “ |
| — Evangelium podlé [sepsání S.] Jana, 3,16 | |   |

| „                             | Nebo tak Bůh miloval svět, že Syna svého jednorozeného dal, aby každý, kdož věří v něho, nezahynul, ale měl život věčný. | “ |
| — Evangelium podle Jana, 3,16 | |   |

#### Poslední vydání 1613
- Manuscriptorium: Biblí svatá – př. č. 39854; Muzeum Vysočiny Třebíč; Třebíč; Česko
- (česky) SOB (Studijní on-line bible) – český biblický software s Biblí kralickou (1579), Biblí kralickou (1613) a dalšími cca 220 překlady bible (18 českých) v 67 jazycích, s možností vyhledávání, porovnávání překladů, slovníky, konkordancemi, možností poslechu namluvených verzí (cca 40 biblí a NZ) apod.
- (česky) Biblos: Bible kralická